# Augustastraße 1 (Neustrelitz)

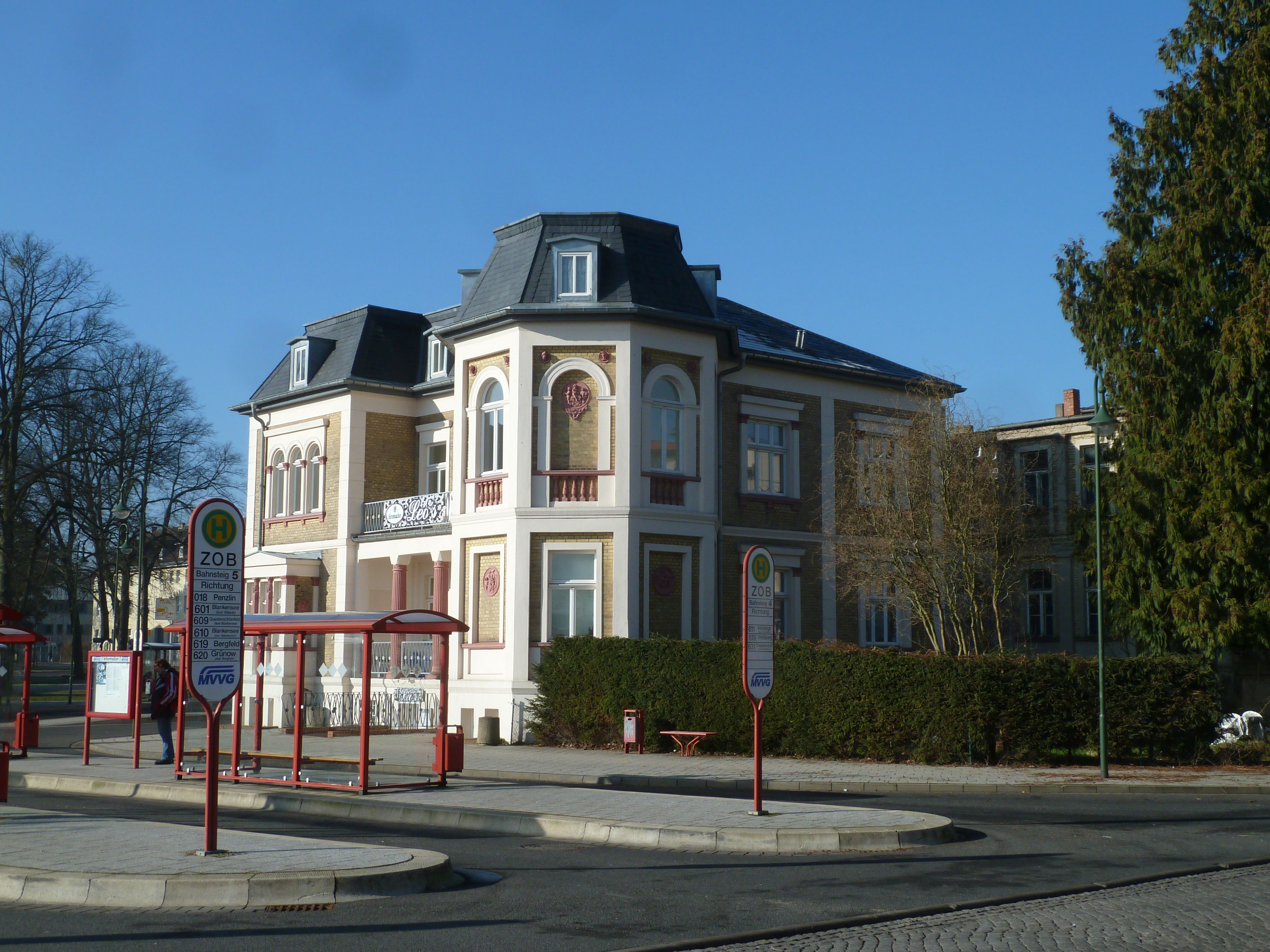
Augustastraße 1, Februar 2015

Das Wohnhaus Augustastraße 1 in Neustrelitz (Mecklenburg-Vorpommern) gegenüber dem Bahnhof stammt aus der Mitte des 19. Jahrhunderts. Das Mehrfamilienhaus brannte 2016 aus.
Das Gebäude steht unter Denkmalschutz.

## Geschichte
Das zweigeschossige historisierende, differenzierte, reich verzierte Gebäude mit Fassadenelementen im Stil der Neorenaissance mit der markanten Eckausbildung, dem Mansarddach sowie einem hohen Sockelgeschoss wurde in der Mitte des 19. Jahrhunderts gebaut.
Im September 2016 brannte das Gebäude vollständig aus, eine Brandstiftung wurde vermutet. Es wurde danach überwiegend entkernt. Der verbrannte Dachstuhl musste durch ein Notdach ersetzt werden. Die Außenmauern sind beschädigt. Die Brandruine wurde 2017 versteigert.
An der Augustastraße im Bahnhofsumfeld stehen eine Reihe repräsentativer zwei- und dreigeschossiger Wohnhäuser, die im Rahmen der Städtebauförderung saniert wurden.